# Пинакоид

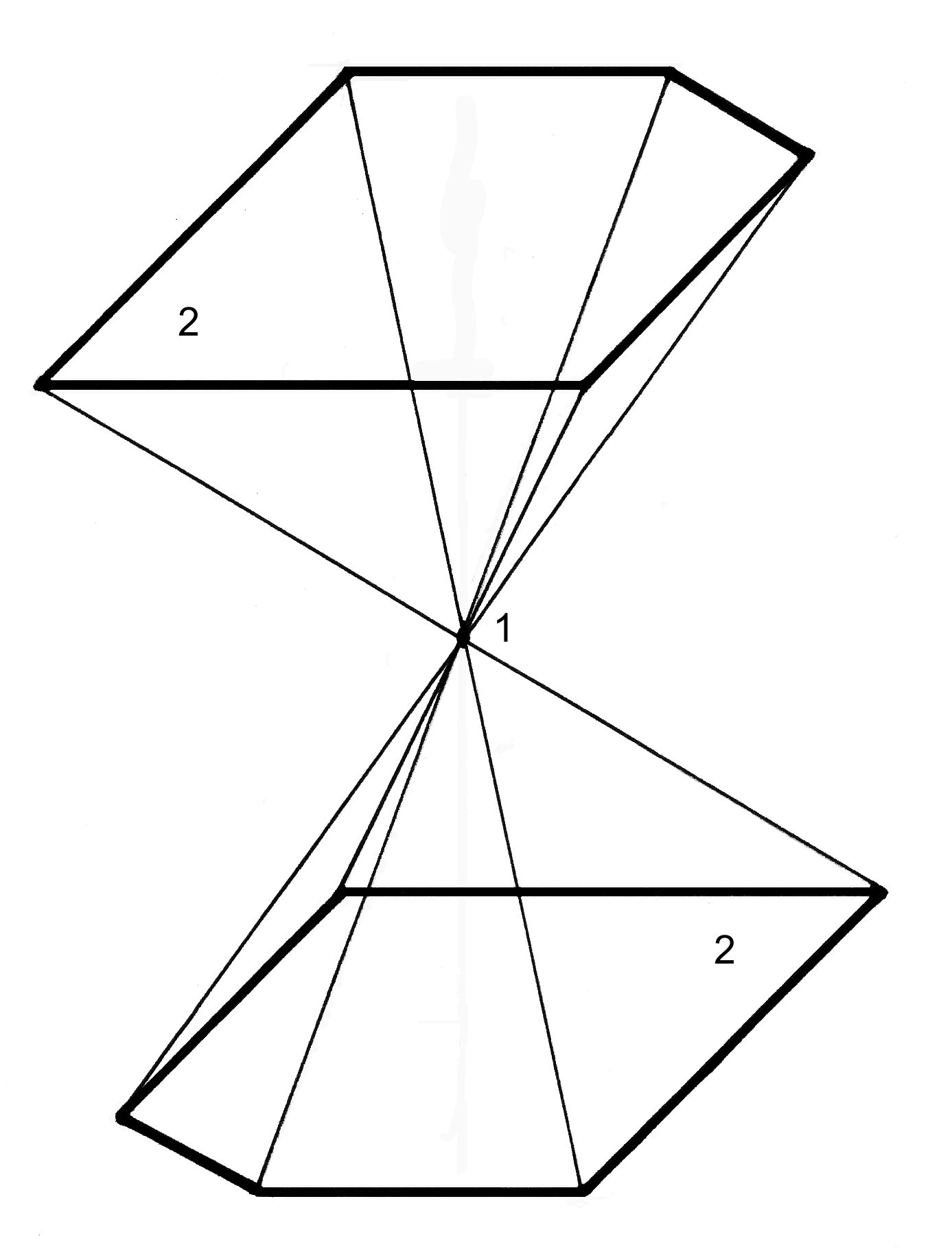
Пинакоид с центром инверсии:
1— центр инверсии,
2 — грани пинакоида

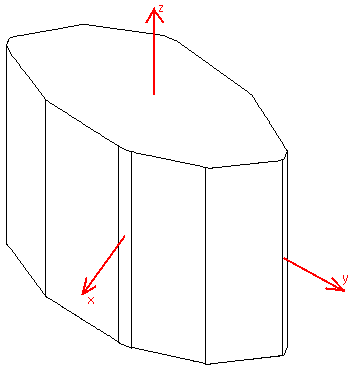
Через видимые на рисунке пинакоиды проведены оси координат (красные).

Пинакоид (от греч. πίναξ — доска, εἶδος — подобный) — понятие в кристаллографии, обозначающие симметрично расположенные грани кристалла, параллельные двум его осям (в прямоугольной системе координат; в гексагональной — трём) и пересекающие одну оставшуюся. Грани эти не являются зеркальными отражениями друг друга, но симметричны относительно центра симметрии, расположенного посередине между центрами обеих граней пинакоида.